# Adam Possamai
Pour les articles homonymes, voir Possamai.
Adam Possamai, né en 1970 à Sambreville (en Belgique), est un sociologue et romancier belgo-australien, vice doyen à l’école des sciences sociales et de psychologie, à l'Université occidentale de Sydney.

## Biographie
Il est né à Sambreville en Belgique et vit à Sydney en Australie. Diplômé de l’université catholique de Louvain à Louvain-La-Neuve et de l'Université de La Trobe à Melbourne, sa thèse de doctorat a été récompensée en 1999 du prix Jean Martin par l’association australienne de sociologie. 
Il a été président de l’association australienne pour l’étude des religions (2003-2005) et président du comité de recherche sur la sociologie des religions pour l’association internationale de sociologie (2010-2014). 
Il mène et dirige des recherches sur la sociologie des religions, et plus particulièrement sur la religion et la culture populaire, les spiritualités alternatives et les nouveaux mouvements religieux, les aborigènes d'Australie et la religion contemporaine, et la sociologie de l’Islam. Il est également écrivain de fantastique et de science-fiction, et membre de l’association des écrivains belges de langue française. 

## Publications
| Année | Publication Non-Fiction |
| ----- | --- |
| 2005  | In Search of New Age Spiritualities. (Ashgate Publishing).                                                                                               |
| 2005  | Religion and Popular Culture: A Hyper-Real Testament. (Peter Lang).                                                                                      |
| 2009  | Sociology of Religion for Generations X and Y. (Equinox).                                                                                                |
| 2010  | Sociology: A Down-to-Earth Approach avec James Henslin et Alphia Possamai-Inesedy. (Pearson Education)                                                   |
| 2011  | Religion and the State: A Comparative Sociology avec Jack Barbalet et Bryan S. Turner. (Anthem Press)                                                    |
| 2012  | Handbook of Hyper-Real Religions. (Éditions Brill) |
| 2013  | Religious Change and Indigenous Peoples: The Making of Religious Identities avec Helena Onnudottir et Bryan S. Turner. (Ashgate Publishing)              |
| 2013  | Legal pluralism and Shari'a law, avec James T. Richardson et Bryan S. Turner. (Routledge).                                                               |
| 2015  | The Sociology of Shari’a: Case Studies from around the World avec James T. Richardson et Bryan S. Turner. (Springer Publishing)                          |
| 2016  | Religion and Non-Religion among Australian Aboriginal Peoples with James L. Cox. (Routledge)                                                             |
| 2017  | Religions, Nations and Transnationalism in Multiple Modernities with Patrick Michel and Bryan S. Turner. (Palgrave McMillan)                             |
| 2018  | Sociology of Exorcism in Late Modernity with Giuseppe Giordan. (Palgrave McMillan)                                                                       |
| 2018  | The I-zation of Society, Religion, and Neoliberal Post-Secularism. (Palgrave McMillan)                                                                   |
| 2020  | The SAGE Encyclopedia of the Sociology of Religion with Anthony J. Blasi. (SAGE)                                                                         |
| 2020  | The Social Scientific Study of Exorcism in Christianity with Giuseppe Giordan. (Springer International Publishing)                                       |
|       | Professeur Possamai est également l'auteur et le co-auteur de nombreux chapitres dans des ouvrages collectifs et d'articles dans des revues référencées. |

| Année | Publication Fiction                                                                                      |
| ----- | --- |
| 2006  | Perles Noires. (Nuit d'avril).                                                                           |
| 2012  | Le XXIe siècle de Dickerson et Ferra. (Asgard éditions)                                                  |
| 2015  | Le Crépuscule de Torquemada. (éditions Rivière Blanche)                                                  |
| 2017  | L’histoire extraordinaire de Baudelaire. (Riviere Blanche Publisher)                                     |
| 2018  | La réflexion de Borgia (Tome 2 de la série, Les possédés de la Renaissance). (Riviere Blanche Publisher) |